# سراملو
سراملو هي قرية في مقاطعة كليبر، إيران. عدد سكان هذه القرية هو 156 في سنة 2006.